# Quand la beauté fait mal
Quand la beauté fait mal. Enquête sur la dictature de la beauté (anglais : The Beauty Myth: How Images of Beauty Are Used Against Women) est un essai féministe, écrit par Naomi Wolf, publié en 1990, aux Éditions Chatto & Windus.
Il a été réédité en 2002 par HarperPerennial. 
Il a été traduit par Michèle Garène et publié en France aux éditions First en 1991.